# Odontopilia
× Odontopilia (abreviado Odpla) es un híbrido intergenérico entre los géneros de orquídeas Odontoglossum × Trichopilia. Fue publicado en Orchid Rev. 95(1119, cppo): 8 (1987).